# Мария-Райн (Каринтия)
Мария-Райн (нем. Maria Rain) — коммуна (нем. Gemeinde) в Австрии, в федеральной земле Каринтия. 
Входит в состав округа Клагенфурт.  Население составляет 2202 человека (на 31 декабря 2005 года). Занимает площадь 25,48 км². Официальный код  —  2 04 17.

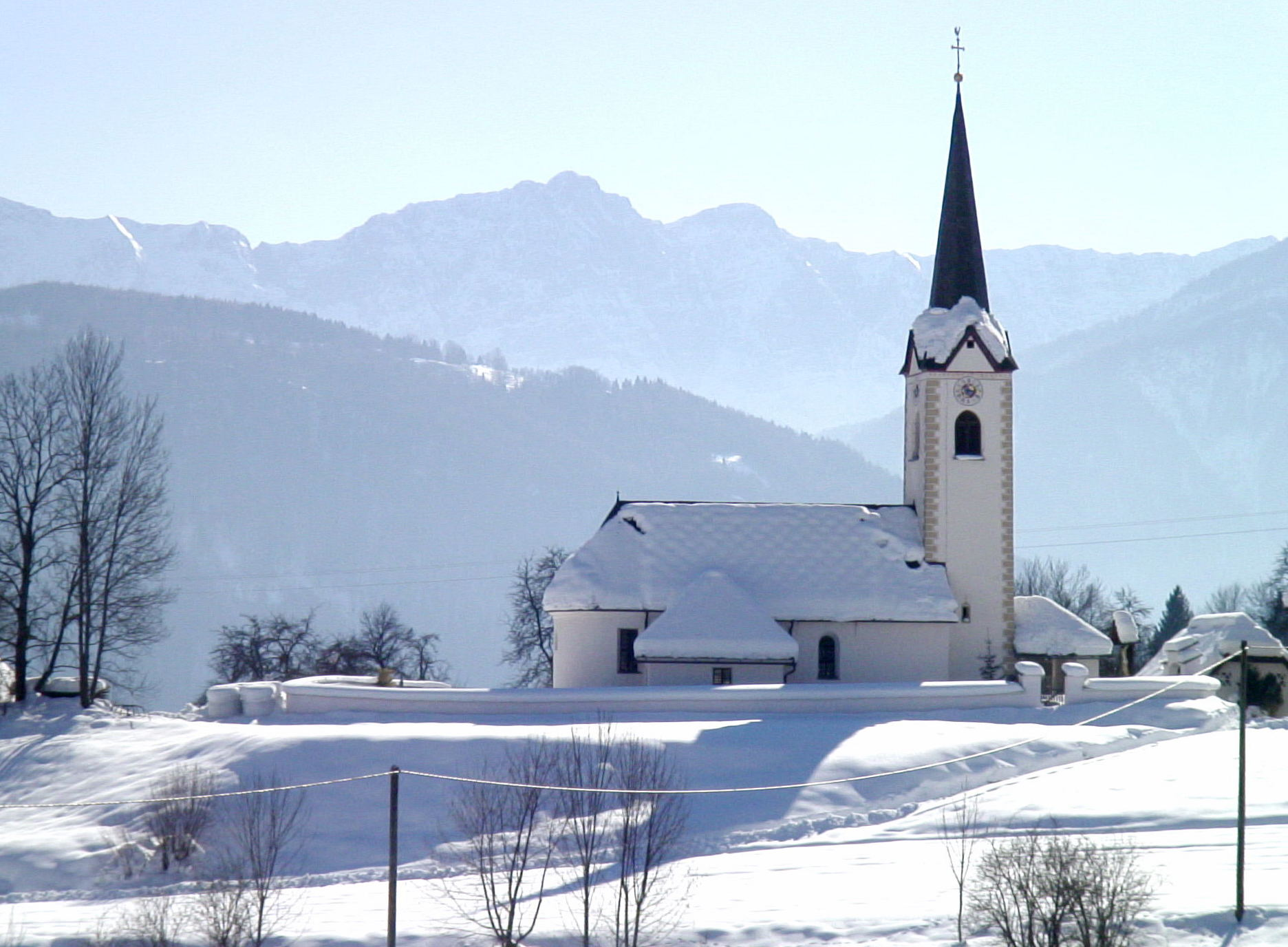
Мария-Райн

## Политическая ситуация
Бургомистр коммуны — Йозеф Томашиц (АНП) по результатам выборов 2003 года.
Совет представителей коммуны (нем. Gemeinderat) состоит из 19 мест.
- АНП занимает 9 мест.
- СДПА занимает 5 мест.
- АПС занимает 4 места.
- Зелёные занимают 1 место.